# Mottramite
La mottramite è un minerale appartenente al gruppo dell'adelite-descloizite.

## Varietà
La duhamelite è una varietà di mottramite ricca di calcio e bismuto.